# ケーツー (ゲーム会社)
株式会社ケーツー（英: K2 CO.,LTD.）は、ゲームソフトウェアの企画・開発を事業内容とする日本の企業。カプコンの連結子会社。

## 歴史
ケーツーは、アイレムやSNK、彩京、スクウェア（現:スクウェア・エニックス）などで10年以上にわたりゲーム開発に携わってきた児玉光生と鍬差政則によって2000年に設立された。当初は、アクティビジョンの開発スタジオとして『天誅』シリーズの開発に携わる。その後、フロム・ソフトウェアに天誅の版権が移った後も同シリーズや、『ヴァルハラナイツ』シリーズ（発売元：マーベラスエンターテイメント）などの開発を手掛けたのち、2008年よりカプコンのグループ企業となった。同年、鍬差政則らが独立し、株式会社クロガネを設立した。2009年に大阪市内に移転するまでは大阪府藤井寺市に本社があった。
カプコングループに入って以降は、『バイオハザードシリーズ』、『モンスターハンター』シリーズ、『逆転裁判』シリーズといった同社の主要タイトルに開発協力会社として参加している。『ロスト プラネット エクストリーム コンディション』のオンライン拡張版として2008年に発売された『ロストプラネット コロニーズ』ではケーツーが開発を担当した。2016年に発売された『バイオハザード アンブレラコア』はカプコンとの共同開発により制作され、カプコン側がゲームデザイン、ケーツー側がデザインデータの作成やプログラミングを担当した。『バイオハザード HDリマスター』やコンソールゲーム機版『囚われのパルマ』の移植も担当している。

## 沿革
- 2000年8月 - 大阪府藤井寺市にて設立。
- 2008年2月 - 有限会社から株式会社に改組。
- 2008年5月 - カプコンのグループ会社となる。
- 2009年7月 - 大阪府大阪市北区豊崎に移転。
- 2018年3月 - 大阪府大阪市中央区淡路町に移転。

## 主な開発作品
開発協力作品は含まない。
| 発売年 | タイトル                                | プラットフォーム               | パブリッシャー                   | 備考                                                              |
| ------ | --------------------------------------- | ------------------------------ | -------------------------------- | ----------------------------------------------------------------- |
| 2003年 | 天誅 参                                 | PlayStation 2                  | アクティビジョン                 |                                                                   |
| 2004年 | 天誅 参 〜回帰ノ章〜                    | Xbox                           | アクティビジョン                 |                                                                   |
| 2004年 | 天誅 紅                                 | PlayStation 2                  | フロム・ソフトウェア             |                                                                   |
| 2005年 | 天誅 忍大全                             | PlayStation Portable           | フロム・ソフトウェア             |                                                                   |
| 2006年 | ときめきメモリアル Girl's Side 2nd Kiss | PlayStation 2                  | コナミデジタルエンタテインメント |                                                                   |
| 2006年 | ヴァルハラナイツ                        | PlayStation Portable           | マーベラスエンターテイメント     |                                                                   |
| 2006年 | 天誅 千乱                               | Xbox 360                       | フロム・ソフトウェア             |                                                                   |
| 2008年 | サムライスピリッツ閃                    | Taito Type X2                  | SNKプレイモア                    |                                                                   |
| 2008年 | ヴァルハラナイツ2                       | PlayStation Portable           | マーベラスエンターテイメント     |                                                                   |
| 2008年 | ロストプラネット コロニーズ             | Xbox 360                       | カプコン                         | ロスト プラネット エクストリーム コンディションのオンライン拡張版 |
| 2012年 | エクストルーパーズ                      | ニンテンドー3DS、PlayStation 3 | カプコン                         | 共同開発作品                                                      |
| 2014年 | バイオハザード HDリマスター             | PlayStation 3、Xbox 360        | カプコン                         | 移植作品                                                          |
| 2016年 | バイオハザード アンブレラコア           | PlayStation 4、PC              | カプコン                         | 共同開発作品                                                      |
| 2017年 | BIOHAZARD 7 resident evil "End of Zoe"  | PlayStation 4、Xbox One        | カプコン                         | バイオハザード7 レジデント イービルの拡張DLC。共同開発作品        |
| 2019年 | 囚われのパルマ                          | Switch                         | カプコン                         | 移植作品                                                          |
| 2020年 | 囚われのパルマ Refrain                  | Switch                         | カプコン                         | 移植作品                                                          |